# Brunetówka
Brunetówka (ukr. Бруне́тівка) – wieś na Ukrainie w rejonie kowelskim, obwodu wołyńskiego. W 2010 r. liczyła 325 mieszkańców.
Do 2020 w rejonie starowyżewskim.